# Mané (département)
Mané est un département et une commune rurale de la province du Sanmatenga, situé dans la région du Centre-Nord au Burkina Faso. Lors du dernier recensement général de la population en 2006, le département comptait 46 484 habitants.

## Géographie

### Villages
Le département se compose de quarante-cinq villages, dont le village chef-lieu homonyme (populations actualisées en 2006) :
- Abra (673 habitants)
- Bangré (611 habitants)
- Bangessom (439 habitants)
- Baskouda (2 008 habitants)
- Bouidi (596 habitants)
- Boulskom (200 habitants)
- Débéré (946 habitants)
- Enaba (770 habitants)
- Galla (1 367 habitants)
- Goassa (758 habitants)
- Gorin (1 488 habitants)
- Gosbila (332 habitants)
- Goudrin (961 habitants)
- Guinsa (629 habitants)
- Ignongo (609 habitants)
- Itaroé (754 habitants)
- Komestenga (2 576 habitants)
- Komsilga (71 habitants)
- Konlebsé (1 869 habitants)
- Kouïbanka (185 habitants)
- Koukouré (1 233 habitants)
- Koulogho (1 212 habitants)
- Lessitenga (401 habitants)
- Malou (1 436 habitants)
- Mané (6 989 habitants)
- Mané-Mossi (530 habitants)
- Mané-Peulh (127 habitants)
- Nakombogo (1 353 habitants)
- Namassa (562 habitants)
- Niongsin (576 habitants)
- Nonghin (541 habitants)
- Noungou de Komestenga (652 habitants)
- Noungou de Sanga (204 habitants)
- Ouénané (751 habitants)
- Sabouri (473 habitants)
- Samkoudougou (601 habitants)
- Sanga (1 057 habitants)
- Saorzi (1 524 habitants)
- Saou (494 habitants)
- Silmidougou (2 541 habitants)
- Tanlallé (1 389 habitants)
- Tanlargo (551 habitants)
- Tanzéongo (1 384 habitants)
- Yabo (1 179 habitants)
- Zincko (882 habitants)

## Administration
| Période                                  | Période  | Identité | Étiquette | Qualité |
| ---------------------------------------- | -------- | -------- | --------- | ------- |
|                                          | en cours |          |           |         |
| Les données manquantes sont à compléter. |          |          |           |         |

## Santé et éducation
Le département accueille cinq centres de santé et de promotion sociale (CSPS) à Mané, Zincko, Tanzéongo, Silmidougou et Baskouda tandis que le centre hospitalier régional (CHR) se trouve à Kaya.